# Crkva sv. Marije Jeruzalemske na Trškom vrhu
Crkva Majke Božje Jeruzalemske je barokna crkva na Trškom Vrhu, u Krapini.
Crkva je započeta 1750. godine, a dovršena i posvećena 1761. godine. Poticaj za gradnju bilo je donošenje Marijina kipa iz Jeruzalema 1669. godine. Crkva je nakon izgradnje, koju su financirali vlastitim prinosima mještani Krapine, postala hodočasničko tj. proštenjarsko mjesto.

## Prostorna organizacija
Crkva ima karakterističan longitudinalni tlocrt s eliptičnim proširenjima na bočnim stranama, te svođenim slavolucima koji razdvajaju brod sa svetištem i pjevalištem. Time ona spada u skupinu crkava koje deriviraju iz ovalnih rješenja štajerskog baroka. Razvedeno pročelje sa zvonikom natkrivenim lukovicom izvedeno je u konveksnim kasnobaroknim oblicima. Crkvu okružuje cinktor, svođeni trijem s pedeset kamenih stupova, koji se formira u osmerokutni oblik. Na kraćim stranama cinktora dekorativne su kule s lukovicama, u kojima su smještene manje kapele. S jedne strane cinktor ima monumentalni ulaz s bogato urešenim portalom, s druge je podignut na kat te je ondje smješten svećenički stan, dok je s treće natkriveno stubište za silazak na Kalvariju.  
Ivan Kukuljević je na temelju nepoznatog izvora crkvu pripisao graditelju Josipu Javorniku, o kojem do danas nema nikakvih podataka. U novije vrijeme crkva je pripisana mariborskom arhitektu Josefu Hofferu, pod čijim utjecajem nastaje niz sličnih organizacijskih rješenja na tlu Hrvatske i Slovenije.
Crkva se svojim tlocrtom, oblikovanjem i ambijentalnom slikovitošću ističe kao jedno od najkvalitetnijih ostvarenja barokne arhitekture u Hrvatskoj.

## Zidne slike
Unutrašnjost crkve je 1772. oslikao Anton Lerchinger. Dekorativni oslik s figuralnim prikazima ispunjava sve zidne površine. Središnji prizor na svodu i lukovima broda prikazuje Uzašašće Marijino s puno anđela, oko kojega su prozori iz Starog zavjeta. U lunetama su prizori iz života Bogorodice, a u uglovima četiri evanđelista. Na svođenom trijumfalnom luku je Škapularska Marija sa sv. Dominikom i sv. Marijom Velikom. Vješto je izvedena i kompozicija našašća čudotvornog kipića Marije s djetetom što ga je iz Jeruzalema donio Stjepan Balagović na dar bratu Nikoli. Pojedini prizori popraćeni su natpisima na vrpcama. Cijeli je ciklus oslikan živim bojama.

## Inventar
Glavni oltar sv. Marije Jeruzalemske iz 1759. godine rad je kipara Phillipa Jacoba Strauba iz Graza. U sredini je Marijin kipić koji je 1669. došao iz Jeruzalema, i potaknuo izgradnju ovoga svetišta. Retabl ima korinstke stupove, kipove Marijine rodbine te sv. Dominika i sv. Terezije, dok je na vrhu Bog Otac s anđelima. Oltar je dar Josipa Jagušića i njegove žene Marije Pullay. Od bočnih oltara ističe se oltar četrnaest svetih pomoćnika, rad majstora Merzija. Polikromirao ga je varaždinski slikar Franjo Ludwig Heincze. U sakristiji su sačuvani polikromirani i marmorizirani ormari, vrijedni primjeri crkvenog namještaja, nastali baš kao i oltari, pod utjecajem majstora štajerskog kruga.

## Orgulje
Antonius Römer je izgradio orgulje crkve 1763. godine. Glazbalo ima ovu dispoziciju:
| Manual CDEFGA-c3 |             |             |
|                  | Principal   | 8′          |
|                  | Octav Mayor | 4′          |
|                  | Quint Mayor | 4'          |
|                  | Octav Minor | 2′          |
|                  | Quint Minor | 1 1/2′      |
|                  | Superoctav  | 1′          |
|                  | Mixtur II   | 2/3′ + 1/2' |
|                  | Copel       | 8′          |
|                  | Pordun      | 8'          |
|                  | Flauta      | 4'          |

| Pedal CDEFGA-a |           |              |
|                | Subbass   | 16′          |
|                | Octavbass | 8′ (8' + 4') |
|                | Fagott    | 16′          |

Karakteristike: 

Visina ugodbe: a – 442,7 Hz /18° C

Tlak svirnog zraka: 62 mm WS

Ugodba: Kirnberger III modificiran.

## Povezni članci
- Hrvatska arhitektura
- Likovna umjetnost u Hrvatskoj
- Crkvena arhitektura u Hrvatskoj
- Crkvena umjetnost u Hrvatskoj